# Bismarcksjön

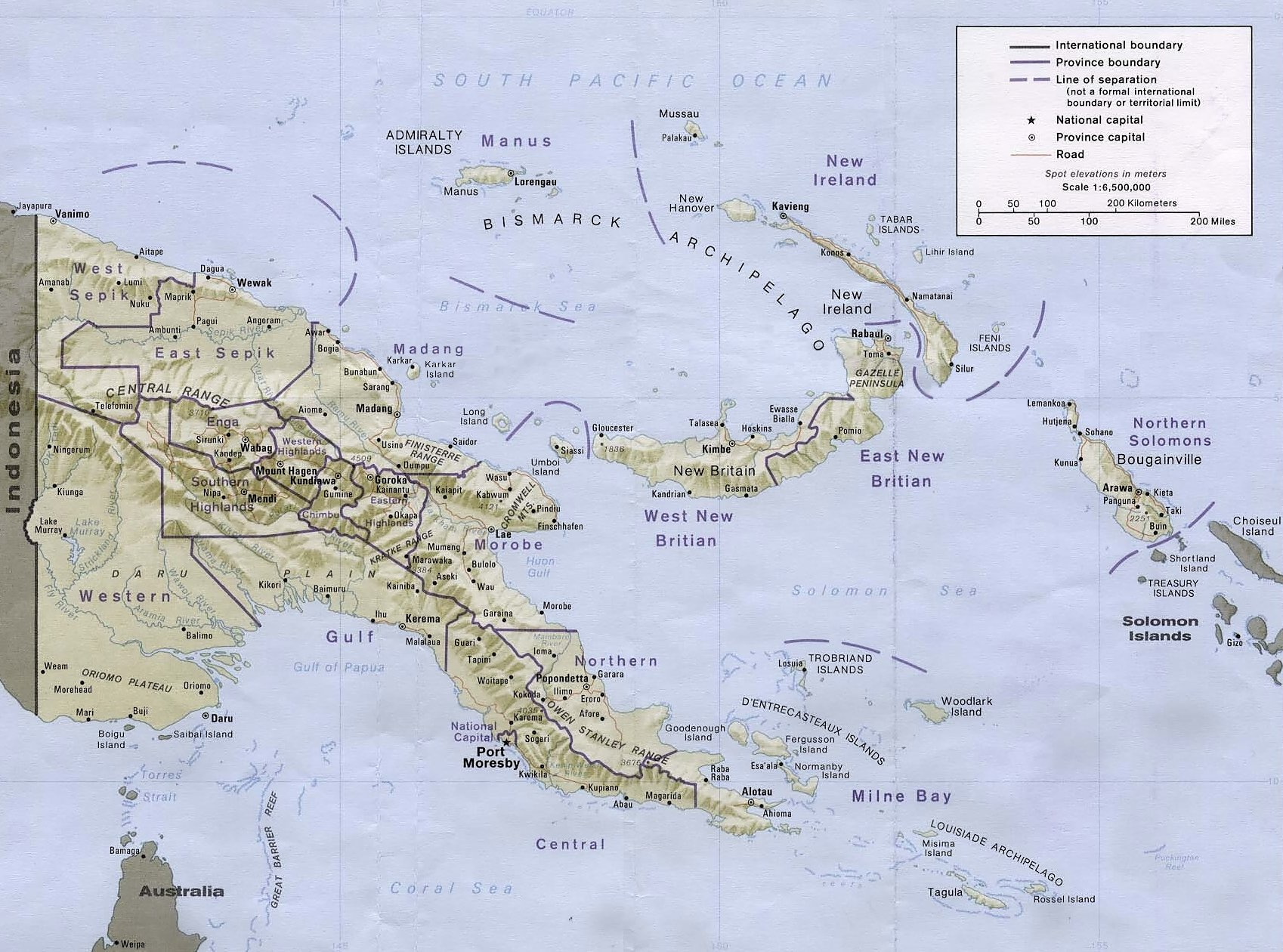
Bismarcksjön

Bismarcksjön ligger i sydvästra Stilla havet norr om ön Papua Nya Guinea och söder om Bismarckarkipelagen och Amiralitetsöarna. Liksom Bismarckarkipelagen är sjön uppkallad efter den tyske förbundskanslern Otto von Bismarck. Bismarckarkipelagen sträcker sig runt i öster och norr om sjön och omsluter Bismarcksjön som avskiljer den från Stilla havet. I söder är den förbunden med Salomonsjön genom Vitiazsundet.
Bismarcksjön var platsen för ett större japanskt militärt nederlag i slaget om Bismarcksjön under andra världskriget den 3-4 mars 1943, i början av kriget.